# Gladys Rockmore Davis
Gladys Rockmore Davis (Nova York, 11 de maio de 1901 – Nova York, 16 de fevereiro de 1967) foi uma pintora norte-americana que trabalhou tanto em artes comerciais quanto em belas artes. Ela desistiu de uma carreira em arte publicitária para trabalhar em pintura criativa. Seu trabalho em pastéis se classifica com seus óleos, e seus principais temas são crianças, nus e naturezas-mortas. Ela também pintou bailarinos, vinhetas da Paris libertada e cenas da Espanha. Um crítico de arte certa vez chamou Davis de "a maravilha de dez anos da arte dos Estados Unidos".